# Los Legionarios
Los Legionarios (también conocido como Legionarios y Legionarios con José Luis Estela) es un programa de televisión que se centra en la vida y trayectoria de futbolistas nacionales que juegan en ligas internacionales. El espacio ofrece entrevistas exclusivas y una mirada íntima a los aspectos personales y profesionales de los jugadores.

## Historia
El programa fue creado y es conducido por José Luis Estela, reconocido periodista y productor de televisión venezolano-español radicado en Estados Unidos.  La idea se estrenó inicialmente en Canal 9 en 2015, donde presentó a futbolistas destacados que militaban en clubes de la MLS en el entretiempo de los partidos. Posteriormente, la idea se volvió un programa independiente y se estrenó en TD+ en octubre de 2015. En mayo de 2016 Los Legionarios se trasladó a Teletica Canal 7hasta octubre de 2017 y en noviembre de ese año a Repretel, ampliando su audiencia y alcance nacional.

## Formato
En cada episodio, José Luis Estela visita a futbolistas costarricenses en sus lugares de residencia o entrenamiento en el extranjero. A través de entrevistas profundas, el programa explora no solo el rendimiento deportivo de los jugadores, sino también sus experiencias de adaptación cultural, vida familiar y retos personales. El objetivo es mostrar "la otra cara" de los futbolistas, brindando al público una perspectiva más humana y cercana de sus ídolos deportivos.

### Invitados
Entre los futbolistas que han participado en el programa se encuentran figuras de renombre como:
- Keylor Navas
- Bryan Ruiz
- Bryan Oviedo
- Cristian Gamboa
- Shirley Cruz
- Andrey Amador